# Emre Çolak
Emre Çolak (ur. 20 maja 1991 w Stambule) – piłkarz turecki grający na pozycji ofensywnego pomocnika. Jest wychowankiem klubu Galatasaray SK.

## Kariera klubowa
Karierę piłkarską Emre rozpoczął w juniorach Galatasaray SK. W 2008 roku stał się członkiem drugiego zespołu i grał w nim do 2010 roku. W trakcie sezonu 2009/2010 awansował do kadry pierwszego zespołu. W tureckiej lidze swój debiut zanotował 24 stycznia 2010 w wygranym 1:0 domowym meczu z Gaziantepsporem, gdy w 89. minucie meczu zmienił Ardę Turana. 16 maja 2010 w wyjazdowym spotkaniu z Gençlerbirliği SK (1:2) strzelił swoją pierwszą bramkę w tureckiej lidze. W sezonie 2011/2012 stał się podstawowym zawodnikiem Galatasaray. W nim wywalczył mistrzostwo Turcji oraz zdobył Puchar Turcji.
| Sezon   | Klub                | Kraj      | Rozgrywki        | Mecze | Bramki |
| ------- | ------------------- | --------- | ---------------- | ----- | ------ |
| 2009/10 | Galatasaray SK      | Turcja    | Süper Lig        | 8     | 1      |
| 2010/11 | Galatasaray SK      | Turcja    | Süper Lig        | 13    | 0      |
| 2011/12 | Galatasaray SK      | Turcja    | Süper Lig        | 30    | 3      |
| 2012/13 | Galatasaray SK      | Turcja    | Süper Lig        | 24    | 1      |
| 2013/14 | Galatasaray SK      | Turcja    | Süper Lig        | 15    | 0      |
| 2014/15 | Galatasaray SK      | Turcja    | Süper Lig        | 25    | 4      |
| 2015/16 | Galatasaray SK      | Turcja    | Süper Lig        | 18    | 1      |
| 2016/17 | Deportivo La Coruña | Hiszpania | Primera División | 33    | 3      |
| 2017/18 | Deportivo La Coruña | Hiszpania | Primera División | 26    | 1      |

## Kariera reprezentacyjna
W swojej karierze Emre występował w młodzieżowych reprezentacjach Turcji na różnych szczeblach wiekowych. W dorosłej reprezentacji zadebiutował 12 października 2012 roku w przegranym 0:1 meczu eliminacji do MŚ 2014 z Rumunią, rozegranym w Stambule, gdy w 69. minucie tego meczu zmienił Sercana Sararera.